# Клюпа, Евдокия Яковлевна
Евдокия Яковлевна Клюпа (укр. Явдоха (Євдокія) Яківна Клюпа, 8 марта 1921, Ивановка — 23 ноября 1995) — советская и украинская художница, мастер петриковской росписи. Ученица известной мастерицы Татьяны Паты. Работала на фабрике петриковской росписи «Дружба», входила в художественной совета фабрики.